# Mandarine (Anouilh)
Pour les articles homonymes, voir Mandarine (homonymie).
Mandarine est une pièce de théâtre (drame) de Jean Anouilh, écrite entre 1930 et 1932 et créée le 17 janvier 1933 au théâtre de l'Athénée, dans une mise en scène de Gérard Batbedat. Elle a fait l'objet de 13 représentations seulement.

## Création et publication
Les principaux comédiens lors de la création sont Paul Lalloz, Milly Mathis et Madeleine Ozeray. Le jour de la générale, dans l'après-midi, un incendie se déclare au théâtre de l'Athénée. L'intervention des pompiers permet la création de la pièce, le soir même, malgré la fumée qui demeure à l'intérieur du théâtre.
Compte tenu de son manque de succès, Jean Anouilh n'autorisa jamais sa publication. Pour autant, le manuscrit existe, si l'on en croit l'une des biographes de Jean Anouilh, Anca Visdei.

## Argument
Mandarine est l'histoire d'un jeune gigolo qui, par amour pour Bérénice, promet d'essayer de changer de conduite et de respecter la morale traditionnelle.